# Neverwinter (игра)
| Системные требования | Системные требования                       | Системные требования                            |
| -------------------- | ------------------------------------------ | ----------------------------------------------- |
|                      | Минимальные                                | Рекомендуемые                                   |
| Microsoft Windows    |                                            |                                                 |
| ОС                   | Windows Vista, Windows 7 и Windows 8       | Windows Vista, Windows 7 и Windows 8            |
| ЦПУ                  | Intel Dual-core 2.0GHz                     | Intel Core 2 Duo 2.8GHz                         |
| Объём ОЗУ            | 2 GB RAM                                   | 4 GB RAM                                        |
| Место на диске       | 23 Гбайт на HDD-диске                      | 23 Гбайт на SSD-диске                           |
| Видеокарта           | Nvidia GeForce 6800 GT или ATI Radeon X850 | Nvidia GeForce 8800 GT или ATI Radeon HD 2900GT |

Neverwinter — компьютерная многопользовательская ролевая игра, разработанная Cryptic Studios и выпущенная по модели free-to-play компанией Perfect World Entertainment 20 июня 2013 года. Действие игры связано с городом Невервинтер из сеттинга Forgotten Realms серии Dungeons & Dragons. Изначально игра должна была перекликаться с книжной серией писателя-фантаста Роберта Сальваторе и настольной игрой, выпущенной Wizards of the Coast. Однако 23 августа 2010 было объявлено, что Neverwinter будет самобытной игрой, не входящей в серию Neverwinter Nights. Открытая бета российской версии игры запущена 12 декабря 2013 года.

## Игровые особенности
Игроки имеют выбор из восьми классических для Dungeons & Dragons классов персонажей, а также могут создавать группы до двадцати пяти игровых персонажей. Максимальный уровень равен 20. Neverwinter основан на модифицированной 4-й версии правил Dungeons & Dragons. Это подразумевает наличие сил исцеления (healing powers) и очков действия (action points). Последнее внедрено в игру в виде специальной системы, позволяющей накапливать игроку во время битвы достаточное количество очков действия для выполнения особых умений. Следует выделить «The Foundry» — систему создания пользовательских сюжетов и квестов.
В интервью изданию MaximumPC операционный директор Cryptic Studios Джек Эммерт (Jack Emmert) пояснил следующее: «Это не MMO в том смысле, что в ней нет областей с сотнями и тысячами игроков. Вы не будете сражаться за точки респауна. Всю игру пронизывает крепкая сюжетная линия. То есть это игра, более связанная с сюжетом, близкая к Dragon Age и Oblivion, которым мы как могли следовали». 5 октября 2011 стало известно, что Neverwinter изменяет финансовую модель на free-to-play, что подразумевает наличие особых предметов и других преимуществ, доступных за реальные деньги.
В игре присутствует несколько игровых валют:
- ZEN, которые можно купить за реальные деньги (или за Астральные Бриллианты в клиенте игры) и потратить в игровом магазине;
- Астральные Бриллианты (astral diamonds), которые игроки получают за выполнение ежедневных заданий и различные игровые события, и которые используются для торговли на аукционе (за них можно купить у других игроков некоторые товары из ZEN магазина);
- Золото, которое игроки получают как награду за задания и находят в побеждённых монстрах, необходимое для покупки расходных материалов (аптечки, материалы для профессий, зелья).

Одной из ключевых особенностей Neverwinter является The Foundry — редактор, позволяющий пользователям создавать самый разнообразный контент: от миссий в рамках уже существующего игрового мира до новых изолированных миров (в модуле 16 данную особенность отключат, согласно официальному сайту игры). Разработчики активно поддерживают пользовательский контент — в игре есть специальный пункт интерфейса, позволяющий искать подобные задания, а также доски объявлений и специальные NPC, информирующие о заданиях поблизости.

## Сюжет

### Персонажи и сеттинг
Сеттинг игры охватывает период, когда город Невервинтер захватывает хаос из-за внезапного исчезновения его Лорда (Lord of Neverwinter). Как сказано на страницах романа Роберта Сальваторе «Гонтлгрим» (Gauntlgrym), Магическая Чума (Колдовской Мор) и Первобытный Огненный Элементаль практически уничтожили город. Оставшиеся жители начинают формировать фракции, борющиеся за превосходство в городе, поскольку покойники стали выходить из могил и нападать на «город, который они называли домом».
На выставке E3 2011 был показан трейлер, в котором были представлены многочисленные фракции, большая армия скелетов — бывших жителей Невервинтера; женщина-лич по имени Валиндра (Valindra) и синий драколич возглавили наступление скелетов на Невервинтер. Игрок расследует ситуацию вокруг Тайной Короны Невервинтера и пытается понять, что разыскивают скелеты и другие загадочные существа.

### Предыстория
Ненадолго приняв свою прежнюю форму, Королева Личей Валиндра атакует солдат Нового Невервинтера, вновь застраиваемые земли вокруг восстановленного старого Невервинтера. Действия Валиндры являются поводом для Битвы, в которой, согласно трактирным сплетням разрушенного города Лускана, участвовали «Баррабус Серый» (ранее известный как Артемис Энтрери) и Дриззт До’Урден. Каждый солдат рассказывает свою историю о войне, пока один из них не объясняет, что атака Валиндры была уже готова захлебнуться, когда появился синий дракон, вожак в стране Тэй, который помог Валиндре скрыться. Солдат заканчивает рассказ вопросом о том, где будут люди и что они будут делать, когда дракон нападет снова.
Пока тэйцы достигали своих успехов, нетерийцы под командованием некроманта Идрис обнаружили потерянный артефакт Заупокойный колокол и использовали его для сплочения союза с правителями курганов Чёрных Могильников, что дало им достаточно силы для поднятия армии мертвецов, чтобы разорить область Берега Мечей. Нетерийцы полностью разрушили деревню Гримхоллоу, что подвигло Лорда Дагульта Неверембера, Защитника Невервинтера и Открытого Лорда Вотердипа, восстановить осколки Заупокойного колокола и разбить нетерийцев.
В то же время Трэйвен Блекдаггер, известный капер и мародёр от Берега Мечей до Невервинтера, которого считали убитым при взрыве у горы Хотеноу, был воскрешён и снова начал мародёрствовать. Организация «Арфисты» решила бороться с Блекдаггером, посылая своих агентов в его крепость во время утренних приливов и отливов, чтобы снизить угрозу от пирата-призрака.

## Разработка
Atari приобрела Cryptic Studios осенью 2009 года. В конце августа 2010 года Atari объявила, что игра Neverwinter, разрабатываемая Cryptic Studios, выйдет в конце 2011 года. Было объявлено, что выход игры будет совмещен с большим количеством продуктов, связанных с Невервинтером: четырьмя книгами (одна на тот момент была издана), настольной игрой для совместной игры и ролевой игрой по правилам D&D, которая должна выйти перед Neverwinter для подогревания интереса к последней. В мае 2011 года Atari сообщила, что она продает Cryptic Studios, но это никак не повлияет на продолжающуюся работу над Neverwinter. Издание Gamasutra сообщило, что разработка будет идти нормально по крайней мере некоторое время.
Впервые игра была представлена широкой публике на E3 2011, где были также раскрыты некоторые подробности. Ввиду того, что Cryptic Studios была куплена Perfect World Entertainment, выход игры был перенесен на 2012 год. Также у Atari были приобретены права на издание Neverwinter, что совпало с окончанием судебной тяжбы между Atari и Wizards of the Coast относительно лицензии на Dungeons & Dragons. 5 октября 2011 Perfect World Entertainment объявила., что игра Neverwinter выйдет в жанре MMORPG с моделью free-to-play, а не в жанре совместной многопользовательской игры, как было анонсировано ранее. Из-за этого сроки выхода игры были сдвинуты на конец 2012 года. Позднее Perfect World Entertainment сдвинула выход игры на 2013 год, чтобы «отполировать» игру до конца.

## Отзывы
| Сводный рейтинг       | Сводный рейтинг           |
| Агрегатор             | Оценка                    |
| --------------------- | ------------------------- |
| GameRankings          | PC: 73,60 % XONE: 66,91 % |
| Metacritic            | 74 / 100 (35 обзоров)     |
| Иноязычные издания    |                           |
| Издание               | Оценка                    |
| Polygon               | 8/10                      |
| Русскоязычные издания |                           |
| Издание               | Оценка                    |
| StopGame.ru           | 7,7 / 10                  |